# Hongkong i olympiska sommarspelen 1976
Hongkong deltog i de olympiska sommarspelen 1976 med en trupp bestående av 25 deltagare, 23 män och två kvinnor, vilka deltog i 25 tävlingar i sex sporter. Ingen av landets deltagare erövrade någon medalj.

## Cykling
Herrarnas linjelopp
- Kwong Chi Yan — fullföljde inte (→ ingen placering)
- Chan Fai Lui — fullföljde inte (→ ingen placering)
- Tang Kam Man — fullföljde inte (→ ingen placering)
- Chan Lam Hams — fullföljde inte (→ ingen placering)

Herrarnas lagtempolopp
- Chan Fai Lui
- Chan Lam Hams
- Kwong Chi Yan
- Tang Kam Man

Herrarnas tempolopp
- Chan Fai Lui — 1:16.957 (→ 28:e plats)

Herrarnas förföljelse
- Tang Kam Man — → 24:e plats

## Fäktning
Herrarnas florett
- Ng Wing Biu
- Kam Wai Leung
- Chan Matthew

Herrarnas lagtävling i florett
- Chan Matthew, Denis Cunningham, Kam Wai Leung, Ng Wing Biu

Herrarnas värja
- Kam Wai Leung
- Denis Cunningham
- Chan Matthew

Herrarnas lagtävling i värja
- Chan Matthew, Denis Cunningham, Kam Wai Leung, Ng Wing Biu

Herrarnas sabel
- Kam Wai Leung